# Navetta molecolare

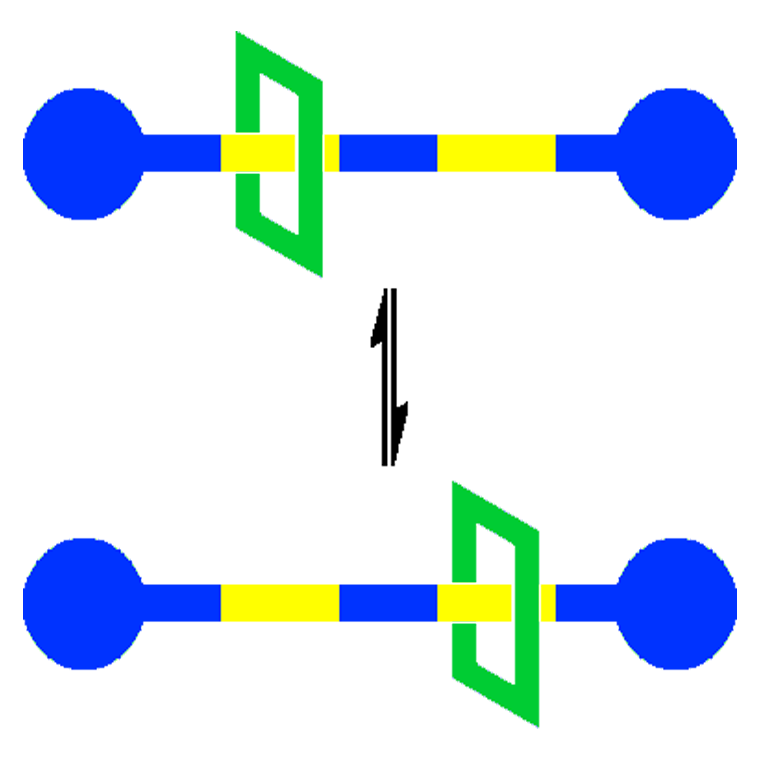
Un esempio di navetta molecolare dove il macrociclo (in verde) si muove tra le due stazioni (in giallo).

La navetta molecolare è una macchina molecolare in grado di elaborare l'informazione utilizzando un assemblaggio supramolecolare. Riveste principale importanza in nanotecnologia per la costruzione di componenti elettronici su nanoscala e in biologia per i molti processi biochimici che si basano su di essa.
Il primo prototipo sintetico venne riportato da Anelli, Spencer e Stoddart che nel 1991 sintetizzarono un [2]rotaxano formato da un macrociclo elettrondeficiente in grado di muoversi lungo l'asse a forma di manubrio facendo la spola tra due siti (le cosiddette stazioni) contenenti gruppi aromatici elettronricchi. Il passaggio reversibile da una stazione all'altra può essere indotto da uno stimolo esterno in grado di alterare l'interazione del macrociclo con i due rispettivi siti; tale stimolo è normalmente rappresentato da una reazione acido-base o da una reazione di trasferimento degli elettroni. I differenti isomeri traslazionali così ottenuti possiedono differenti proprietà chimico fisiche e inoltre il passaggio da una stazione all'altra obbedisce alla logica binaria.